# Fandango (film, 2014)
Pour les articles homonymes, voir Fandango (homonymie).
Fandango (A Fine Step) est un film dramatique américain, sorti le 24 juin 2014 aux États-Unis. En France, il est sorti directement en DvD en octobre de la même année.

## Synopsis
La jeune Claire, 13 ans, est passionnée d'équitation. Elle rencontre Fandango, un cheval de race Paso Fino blessé et traumatisé depuis l'accident de son cavalier Cal Masterson. Elle s'associe alors à Cal pour soigner Fandango de ses peurs.

## Fiche technique
- Titre original : A Fine Step
- Titre français : Fandago
- Réalisation : Jonathan Meyers
- Scénario : Dennis Sonnenschein, Keith Suggs
- Photographie : Gavin Kelly
- Costumes : Meriwether Nichols
- Production : Ari Palitz
- Sociétés de production : Insomnia Entertainment
- Société de distribution : Zylo
- Pays d'origine :  États-Unis
- Langue : anglais
- Format : couleurs
- Genres : drame
- Durée : 1 h 55
- Budget : 1 000 000 $
- Lieux de tournage : Memphis

## Distribution
- Luke Perry : Cal Masterson
- Leonor Varela : Liliana Bolivar
- Justin Baldoni : Marzo Bolivar
- Armand Assante : Alejandro Bolivar
- Cameron Daddo : Mason Scott

## Réception critique
Il est considéré comme un film correct pour les enfants, mais peu original en matière de scénario et peu réaliste.